# Geophilus regnans
Geophilus regnans är en mångfotingart som beskrevs av Chamberlin 1904. Geophilus regnans ingår i släktet Geophilus och familjen storjordkrypare. Inga underarter finns listade i Catalogue of Life.